# Daniel Narcisse
Daniel Narcisse (født 16. december 1979 på Réunion) er en fransk tidligere håndboldspiller. Han spillede i franske og tyske klubber og var en del af det franske landshold op gennem 2000'erne frem til 2017. Hans foretrukne position var  playmaker.

## Karriere

### Klubkarriere
Efter at have spillet i mindre klubber kom Narcisse i 1998 til Chambéry Savoie HB. Her var han med til at blive fransk mester i 2001, og efter seks sæsone i klubben skiftede han i 2004 til tyske VfL Gummersbach. Efter tre sæsoner her vendte han i 2007 tilbage til Chambéry og fik yderligere to sæsoner her, inden han skrev kontrakt med tyske THW Kiel. Her var han med til at vinde det tyske mesterskab samt Champions League i 2010. Året efter vandt han også en række titler, heriblandt VM for klubhold. 2012 var hans bedste sæson, da han var med til at vinde "the triple" (det tyske mesterskab, den tyske pokaltitel og Champions League). Efter endnu en sæson i Kiel med mesterskabet og pokalsejr skiftede han i 2013 til Paris SG, og her var han med til at vinde fire franske mesterskaber og tre franske pokaltitler, inden han indstillede sin håndboldkarriere i 2018.

### Landshold
Narcisse var en del af det franske landshold, der blev verdensmestre i 2001 efter finalesejr over Sverige. Derpå var han med til at vinde bronze ved VM 2003 og 2005. Ved EM i 2006 vandt han ligeledes guld, denne gang efter at have spillet en ledende rolle i sit holds sejr over Spanien i finalen. Efter EM-bronze i 2008 var han igen med ved VM i Kroatien 2009, hvor det igen blev til guldmedaljer, og i 2010 var han med til at vinde EM-guld, mens han ved VM 2011 var skadet og derfor ikke med. Han hentede sin tredje EM-guldmedalje i 2014, mens han hentede sin tredje og fjerde VM-guldmedalje i 2015 og 2017.
Han stoppede på landsholdet efter VM i 2017, hvor han havde spillet 311 kampe og scoret 943 mål.

#### OL
Han var første gang med til OL i 2004 i Athen, hvor Frankrig blev nummer fem. Ved OL 2008 i Beijing vandt Frankrig sin indledende pulje, og efter sejre over Rusland og Kroatien mødte fransmændene turneringens overraskelse, Island, i finalen. Frankrig kom hurtigt foran med fire mål, og i begyndelsen af anden halvleg øgede de til ni måls forspring, som dog skrumpede ind, inden de tog guldet med 28-23.
Fire år senere i London var franskmændene store favoritter som forsvarende mestre samt regerende verdensmestre (VM-titlen var dog uden en skadet Narcisse). Frankrig blev her nummer to i indledende runde, og efter sejre over Spanien og (igen) Kroatien mødte de Sverige i finalen. Kampen blev præget af gode forsvar og målmænd, men igen trak franskmændene sig sejrrigt ud og genvandt guldet med sejr på 23-22.
Ved OL 2016 i Rio de Janeiro blev Frankrig igen nummer to i indledende runde, og efter sejre over Brasilien og Tyskland var de klar til endnu en OL-finale mod et nordisk land, denne gang Danmark. Denne gang måtte franskmændene nøjes med sølvet efter nederlag på 26-28.

## Hæder
Narcisse blev valgt til All-Star-holdet ved EM og OL 2008 samt årets håndboldspiller i verden 2012, og han er valgt ind i europæisk håndbolds Hall of Fame.